# 曹智雄
丹斯里曹智雄（1955年3月15日—），马来西亚政治人物，前国阵马华公会籍马来西亚吉打州亚罗士打国会议员，前房屋及地方政府部长，他也是马华公会副总会长。在進入政壇之前，他是一名律師，自1995年以來，曾先后在马哈迪·莫哈末内阁出任交通部政务次长、内政部副部长、财政部副部长等职。

## 家庭
2020年7月8日下午3时10分，妻子张月美因心脏病发作离世，享年67岁，马华前总会长林良实夫妇到丧府吊唁，向家属致哀。曹智雄与妻子两人育有3名子女，长子是一位律师，次女是位会计师，而幼女是一位兽医。